# Remigius Fesch
Remigius Fesch (o Faesch) (Basilea, 26 maggio 1595 – Basilea, 27 febbraio 1667) è stato un giurista, storico dell'arte universitario svizzero.
In particolare, fu il fondatore di un gabinetto di curiosità legate alla città di Basilea nel 1623.
Come la maggior parte dei membri della famiglia, si dedicò alla carriera giuridica e all'insegnamento.

## Biografia
Fesch nacque da una famiglia patrizia di Basilea che aveva contato tra i suoi membri numerosi magistrati: egli era figlio di un borgomastro di Basilea, Jean Rodolphe Faesch (1672-1659) e di Anna Gebwiler.
Il suo nome è trascritto in varie forme: Remigius Faesch, Remigius Fasch, Remigius Fesch, Rémy Faesch o Rémy Fesch.
Recava il nome di suo nonno, il borgomastro Remigius Faesch (1541-1610), importante uomo politico dei suoi tempi e del suo antenato, l'architetto Rémy Faesch (nato verso il 1460 - morto nel 1534).
Faesch studiò a Basilea dal 1614 al 1616 ove fu allievo dei professori Hermann von Vultejus e Sixtus Johannes Amana, detto Sixtinus. Successivamente continuò gli studi giuridici anche a Ginevra, Lione, Bourges, Kassel e Marburgo. 
Fece numerosi viaggi, in particolare in Italia, che visitò a più riprese, ma anche in Francia e in Germania. 
Raccontò il viaggio che compì in Italia nella sua giovinezza in un diario che è oggi andato perduto.
Al termine degli studi (1628), si laureò dottore in Diritto e divenne giureconsulto e professore di Diritto alla stessa Università di Basilea. 
Ammirato per il suo talento di giurista e per la sua erudizione, Faesch fu nominato rettore di questa università a più riprese (1637-1638, 1649-1650, 1660-1661). 
Ottenne più incarichi, cosicché fu professore di istituzioni nel 1629, del codice nel 1630 e di pandette nel 1637. Principi stranieri fecero costantemente riferimento a lui per ricevere consigli precisi e tecnici su questioni di Diritto. Fu così che divenne consigliere dei duchi del Württemberg e dei margravi di Baden-Durlach.

## Il museo Faesch
Grande collezionista, Remigius Faesch fondò il gabinetto Faesch, costituito in fedecommesso, che andò disperso nel 1823 e fu il precursore di un giardino botanico. Il Faeschisches Kabinett fu collocato in Petersplatz nel 1653.
Al momento della costituzione, la collezione comprendeva 150 tavole (alcune tavole di Hans Baldung Grien, di Hans Holbein, una Natività renana del 1458), ritratti di famiglia, oltre mille disegni (alcuni di Van Dyck, circa duemila incisioni su legno, alcune migliaia di stampe (alcune di Rubens), oltre ottomila monete e medaglie (di cui cinquemila antiche), illustrazioni di Scienze Naturali, almeno 96 matrici di legno di Dürer, sculture, pezzi di gioielleria.
Nell'inventario redatto nel 1648, si contavano 648 disegni, di cui 191 di Dürer, 200 italiani e 257 di maestri tedeschi, fiamminghi e olandesi. 
La collezione Faesch comprendeva il primo esemplare noto di incisione su legno, un alfabeto composto da uomini e animali, antecedente a quello del British Museum.
Nel 1619, ordinò all'ebanista Franz Pergo un armadio imponente, molto raffinato nel gusto manierista, dalle influenze borgognone e tedesche, che è attualmente conservato nel Museo di Storia di Basilea assieme a molte opere del gabinetto Faesch.
Possedeva una biblioteca di oltre 5000 volumi, che toccava tutte le branche del sapere; in particolare, conteneva anche duecento manoscritti greci e carolingi.
Il professor Faesch redasse studi e monografie su alcuni artisti. 
In particolare, fornì informazioni inedite su Holbein e fu l'autore del primo catalogo ragionato dell'artista.
Realizzò studi approfonditi su alcuni soggetti e lasciò inventari dettagliati delle incisioni su legno e delle stampe, come pure degli oggetti in oro e argento noti nella sua epoca.
I cataloghi della sua biblioteca da lui redatti forniscono parimenti preziose informazioni; si ricordano:
- il Thesaurus rei numerariae, per le monete antiche,
- la Huminae industriae monumenta, grande enciclopedia delle arti e delle tecniche (un in-folio colmo di notizie sulla storia dell'arte suddivisa secondo un piano unitario). Vi si trova la lista delle grandi collezioni europee e la lista di tutti i più importanti artisti di tutti i tempi.

Rieditò l'Institutionum Imperialium Analysis di Giulio Pace da Beriga.
Osservò e studiò la pala d'altare di Issenheim di Grünewald, capolavoro della pittura rinascimentale e ne fece una descrizione dettagliata ed erudita.
Faesch è considerato come uno dei migliori testimoni di quest'opera nel suo stato originale.
Realizzò una descrizione sul pittore Bruno Holbein, fratello di Hans Holbein, che costituì l'unica testimonianza dell'esistenza di questo pittore.
Remigius Faesch possedeva i ritratti del borgomastro Jacob Meyer von Hasen (1482-1531) e della sua sposa Dorothea Kannengieber dipinti da Holbein. 
La loro figlia Anna Meyer von Hasen fu la nonna di Remigius; un ritratto di Holbein il Giovane datato al 1526 la rappresenta. 
Il pittore Bartholomaus Sarburgh realizzò nel 1621 il ritratto del professor Faesch.
Remigius Faesch riceveva regolarmente intellettuali, eruditi e personaggi ufficiali dell'Europa colta della sua epoca.

### Destino delle collezioni di Faesch
Remigius Faesch morì il 27 febbraio 1667 a Basilea. Dopo la sua morte, suo fratello Christophe Faesch amministrò il museo Faesch e vi aggiunse le sue collezioni.
Queste si componevano di libri, manoscritti, pietre preziose, curiosità dell'India e dell'America, medaglie antiche, opere greche e romane e un vaso d'agata. 
Successivamente, l'amministrazione del museo passò a Sebastien Faesch (6 luglio 1647 - 27 maggio 1712), figlio di Christophe, dottore in Diritto, professore di Diritto e poi rettore dell'Università di Basilea, giureconsulto.
Un membro della famiglia Faesch offrì anche uno dei suoi pezzi d'arte al Re Luigi XIV: si trattava di un intaglio di epoca romana, Achille citaredo, intaglio in ametista firmata Pamphilus.
In linea con la tradizione del mobile Amerbach, le cui collezioni erano state raccolte qualche anno prima, il museo Faesch si collocava in questa tradizione accademica ed erudita degli antichi gabinetti di curiosità e di altre collezioni principesche.
Dal XVII al XIX secolo, fu considerato come uno dei gabinetti di curiosità più belli d'Europa.
Costituite in fedecommesso, dopo il 1667, le collezioni del museo Faesch furono amministrate dai membri della famiglia del fondatore, per poi essere lasciate in legato all'Università e alla città di Basilea nel 1823.
Attualmente, le collezioni sono suddivise fra i diversi musei di Basilea, in primo luogo il Museo di storia della città e il Museo d'arte.